# Грибун Володимир Мефодійович
Володимир Мефодійович Грибун (нар. 1 січня 1932, село Туропин, тепер Турійського району Волинської області — грудень 2016) — український радянський діяч, шахтар, бригадир гірників очисного вибою шахти № 6 «Великомостівська» (потім — імені Ленінського комсомолу) виробничого об'єднання «Укрзахідвугілля» Львівської області. Герой Соціалістичної Праці (2.03.1981).

## Біографія
Народився в селянській родині на Волині.
З 1950-х років — прохідник тресту «Західшахтобуд», прохідник шахти № 3 «Нововолинська», гірник очисного вибою шахти № 5 «Великомостівська». У 1963—1966 роках — гірник очисного вибою шахти № 6 «Великомостівська» комбінату «Укрзахідвугілля» Львівської області.
З 1966 по 1994 рік — бригадир гірників очисного вибою шахти № 6 «Великомостівська» (потім — імені Ленінського комсомолу, тепер — «Лісова») комбінату (виробничого об'єднання) «Укрзахідвугілля» Львівської області.
Бригада Володимира Грибуна щомісяця видавала на-гора 20—25 тисяч тонн вугілля. Річний результат становив понад 170 тисяч тонн, середньомісячне навантаження на лаву становило понад 1000 тонн. Член КПРС.
Потім — на пенсії в селі Туропин Турійського району Волинської області.

## Нагороди
- Герой Соціалістичної Праці (2.03.1981)
- два ордени Леніна (2.03.1981)
- ордени
- медаль «За доблесну працю. В ознаменування 100-річчя з дня народження Володимира Ілліча Леніна» (1970)
- медалі
- повний кавалер знаку «Шахтарська доблесть»
- повний кавалер знаку «Шахтарська слава»